# Ruud Gullit
Ruud Gullit (nacido como Rudi Dil) (Ámsterdam, 1 de septiembre de 1962) es un exfutbolista y entrenador neerlandés que jugaba como mediapunta o delantero. Es considerado uno de los mejores futbolistas del mundo de los años 80 y principios de los 90.
Militó en las filas del Feyenoord Róterdam, PSV Eindhoven, AC Milan, Chelsea FC y otros equipos. En 1987 fue galardonado con el Balón de Oro de Europa, en 1987 y 1988 obtuvo el Premio World Soccer al mejor jugador del mundo, entre otros premios. Con la selección de fútbol de los Países Bajos obtuvo la Eurocopa 1988. Junto a jugadores como Marco van Basten, Franco Baresi, Paolo Maldini, Frank Rijkaard, Alessandro Costacurta y Carlo Ancelotti formó parte de uno de los mejores equipos en la historia del AC Milan, que ganó dos veces la Copa de Europa y dos veces la Copa Intercontinental.
En su última etapa como jugador en el Chelsea ejerció de entrenador-jugador, para posteriormente, tras su retirada como futbolista en activo, dedicarse a entrenar equipos de fútbol de élite. Desde 2007 hasta julio de 2008 fue entrenador de Los Ángeles Galaxy, equipo de la Major League Soccer. De enero a junio de 2011 dirigió al FC Terek Grozny de Rusia.

## Trayectoria

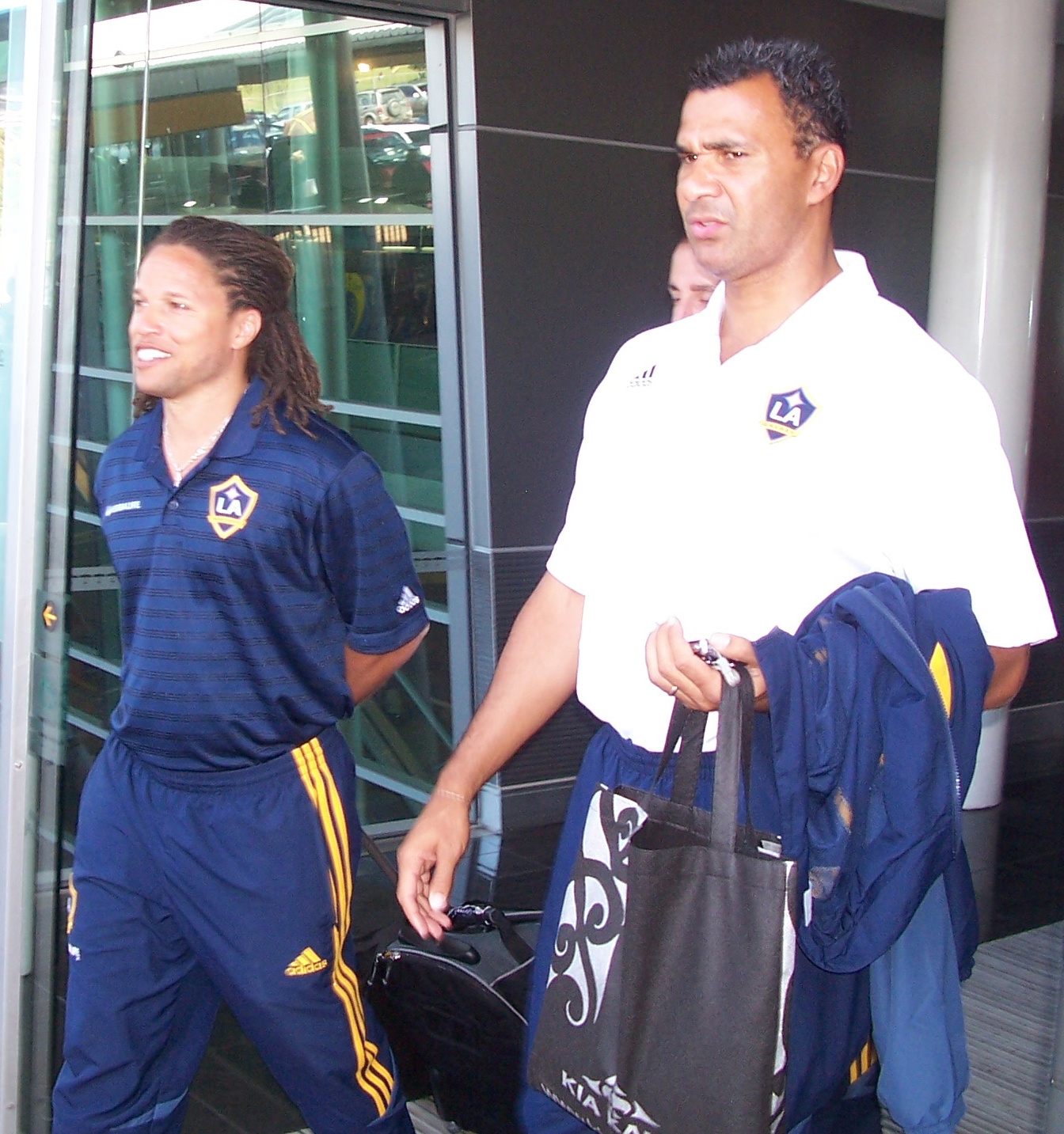
Gullit en Los Angeles Galaxy.

### Como jugador

#### Primeros años
Ruud Gullit nació en Ámsterdam, siendo hijo de un inmigrante surinamés y de su amante. Su padre ejercía de profesor de economía en una escuela y su madre era guardia de seguridad en el Rijksmuseum de Ámsterdam.
Gullit comenzó desde pequeño a interesarse por el fútbol, empezando a jugar en el Rozendwarstraat, un club local. Con 10 años, Gullit emigró al oeste de Ámsterdam jugando para el DWS y donde coincidió con otras futuras estrellas del balompié como Frank Rijkaard, Ronald Koeman o Wim Kieft. Por aquel entonces, Gullit jugaba con el nombre de Ruud Dil.

#### HFC Haarlem
En 1978, se unió profesionalmente al ahora desaparecido HFC Haarlem, entrenado por el galés Barry Hughes, Gullit jugó 91 partidos marcando 32 goles. Hizo su debut con 16 años, siendo el debutante más joven en la historia de la Eredivisie. En la temporada 1981-82, Gullit fue clave para que el club se clasificara para la Copa de la UEFA. El propio Hughes quedó sorprendido con el rendimiento de Gullit afirmando: «Es el Duncan Edwards holandés».

#### Feyenoord
Gullit fue pretendido por el Arsenal FC y el Ipswich Town, pero Gullit decidió fichar por el Feyenoord en 1982, en su etapa en el Feyenoord, Gullit disputó 85 partidos marcando 31 goles, en el Feyenoord llegó a jugar con toda una leyenda como Johan Cruyff. Gullit llegó a ser nombrado Futbolista del año en los Países Bajos, en el Feyenoord, Gullit ocupó las posiciones de centrocampista mientras que en el Haarlem jugaba habitualmente de extremo. En 1983, jugando contra el St. Mirren FC, recibió insultos racistas por parte de los espectadores escoceses, Gullit dijo: «Es la noche más triste de mi vida».

#### PSV Eindhoven
En 1985 fichó por el PSV Eindhoven por 1.2 millones de florines, con el PSV jugó 68 partidos marcando 46 goles, en 1986 recibió de nuevo el título de Futbolista del año en los Países Bajos y fue pieza clave para que el PSV ganara la Eredivisie. Gullit comenzó a ser pretendido por los grandes clubes de Europa y se ganó la antipatía de los seguidores del Feyenoord que lo acusaron de "vendido" y "avaricioso". 

#### AC Milan
El Milan incorporó a Gullit en 1987 por 18 millones de florines, siendo cifra récord en un traspaso para reemplazar a Ray Wilkins. En el club rossonero, Gullit coincidió con jugadores de la talla de Marco van Basten, Frank Rijkaard, Paolo Maldini y Franco Baresi. En 1987 ganó el Balón de Oro dedicándoselo a Nelson Mandela.
En su primer año con el Milan, Gullit ganó el Scudetto en el club dirigido por Arrigo Sacchi, formó un tridente ofensivo junto a Van Basten y Pietro Virdis, pero tras una lesión de Van Basten, fue reconvertido en delantero. En la Copa de Europa de 1989, Gullit sufrió una lesión en las semifinales, en un partido en el que el Milan endosó un 5-0 al Real Madrid, Gullit pudo estar en la final, donde el Milan derrotó al Steaua de Bucarest por 4-0, con Gullit marcando dos goles.
En la temporada 1990-91, Gullit sufrió una grave lesión en un partido contra el Olympique de Marsella de la Copa de Europa, tampoco pudo estar en la final de la UEFA Champions League de 1993 entre el Milan y el propio Olympique de Marsella.

#### UC Sampdoria
En 1993, Gullit fichó por la Sampdoria, formando pieza clave del equipo que ganó ese año la Copa de Italia. Tras un breve retorno al Milan en la temporada 1994-95, Gullit fue traspasado de nuevo a la Sampdoria a mediados de esa misma temporada.

#### Chelsea FC
Gullit firmó con el Chelsea FC en 1995, inicialmente para jugar como extremo, aunque acabó jugando de mediocampista, una posición mucho más familiar para él. Gullit acusó sus problemas de adaptación a la nueva liga. Jugó en este club londinense hasta 1998, poniendo fin a su carrera como futbolista profesional, al tiempo que iniciaba su etapa como director técnico.

### Como entrenador
Al tiempo en que jugaba en el Chelsea inglés, estuvo como jugador-entrenador. En el club londinense ganó la FA Cup en 1997. A mediados de 1998 ficha en el Newcastle, y lograría llevar a las urracas a la final de copa, aunque cae ante el Manchester United. A principios de la temporada 1999-00 abandona el club. Uno de los factores que llevaron a su salida del equipo fueron las diferencias con la estrella Alan Shearer.
Tras un tiempo alejado de los banquillos, en 2004 llega al Feyenoord, pero el club solo alcanza a terminar en cuarto lugar de la tabla.
En 2007 ficha por Los Angeles Galaxy, aunque su paso fue bastante discreto. En 19 partidos dirigidos únicamente ganó seis, empató cinco y perdió en ocho.
Su último club fue el Terek Grozny de la liga rusa, pero solamente duró unos meses debido a su despido por malos resultados.

## Selección nacional
Con la selección nacional Gullit conquistó la primera Eurocopa de los Países Bajos junto con sus compañeros del AC Milan, Van Basten y Rijkaard, anotando el primer gol de la final contra la Unión Soviética (2-0) y siendo escogido junto a Van Basten uno los mejores jugadores del torneo.
Participó en el mundial de Italia 1990, anotando un gol contra Irlanda en el empate 1-1 y donde los Países Bajos nada más llegaron a octavos. Vistió la camiseta neerlandesa 66 veces y marcó 17 goles.

### Participaciones en Copas del Mundo
| Torneo            | Sede   | Resultado        | Partidos | Goles | Prom. |
| ----------------- | ------ | ---------------- | -------- | ----- | ----- |
| Copa Mundial 1990 | Italia | Octavos de final | 4        | 1     | 0.25  |

### Participaciones en Eurocopas
| Eurocopa      | Sede     | Resultado   | Partidos | Goles |
| ------------- | -------- | ----------- | -------- | ----- |
| Eurocopa 1988 | Alemania | Campeón     | 5        | 1     |
| Eurocopa 1992 | Suecia   | Semifinales | 4        | 0     |

## Estadísticas

### En clubes
| Club | Div                 | Temporada           | Liga  | Liga  | Liga   | Copas nacionales(1) | Copas nacionales(1) | Copas nacionales(1) | Torneos internacionales(2) | Torneos internacionales(2) | Torneos internacionales(2) | Total | Total | Total  | Media goleadora(3) |
| Club | Div                 | Temporada           | Part. | Goles | Asist. | Part.               | Goles               | Asist.              | Part.                      | Goles                      | Asist.                     | Part. | Goles | Asist. | Media goleadora(3) |
| --- | ------------------- | ------------------- | ----- | ----- | ------ | ------------------- | ------------------- | ------------------- | -------------------------- | -------------------------- | -------------------------- | ----- | ----- | ------ | ------------------ |
| HFC Haarlem · Países Bajos |                     |                     |       |       |        |                     |                     |                     |                            |                            |                            |       |       |        |                    |
| 1.ª | 1979-80             | 24                  | 4     | 1     | —      | —                   | —                   | —                   | —                          | —                          | 24                         | 4     | 1     | 0.17   |                    |
| 2.ª | 1980-81             | 36                  | 14    | 6     | 5      | 2                   | 1                   | —                   | —                          | —                          | 41                         | 16    | 7     | 0.39   |                    |
| 1.ª | 1981-82             | 31                  | 14    | 5     | 4      | 2                   | 0                   | —                   | —                          | —                          | 35                         | 17    | 5     | 0.49   |                    |
| Total club | Total club          | 91                  | 32    | 12    | 9      | 4                   | 1                   | 0                   | 0                          | 0                          | 100                        | 36    | 13    | 0.36   |                    |
| Feyenoord de Róterdam · Países Bajos | 1.ª                 |                     |       |       |        |                     |                     |                     |                            |                            |                            |       |       |        |                    |
| Feyenoord de Róterdam · Países Bajos | 1.ª                 | 1982-83             | 33    | 8     | 3      | 2                   | 1                   | 0                   | —                          | —                          | —                          | 35    | 9     | 3      | 0.26               |
| Feyenoord de Róterdam · Países Bajos | 1.ª                 | 1983-84             | 33    | 15    | 10     | 12                  | 9                   | 0                   | 4                          | 1                          | 0                          | 49    | 25    | 10     | 0.51               |
| Feyenoord de Róterdam · Países Bajos | 1.ª                 | 1984-85             | 19    | 7     | 8      | 4                   | 3                   | 1                   | 2                          | 0                          | 0                          | 25    | 7     | 9      | 0.28               |
| Feyenoord de Róterdam · Países Bajos | Total club          | Total club          | 85    | 30    | 21     | 16                  | 12                  | 1                   | 6                          | 1                          | 0                          | 107   | 40    | 22     | 0.37               |
| PSV Eindhoven · Países Bajos | 1.ª                 |                     |       |       |        |                     |                     |                     |                            |                            |                            |       |       |        |                    |
| PSV Eindhoven · Países Bajos | 1.ª                 | 1985-86             | 34    | 24    | 13     | 2                   | 3                   | 1                   | 2                          | 0                          | 1                          | 38    | 27    | 15     | 0.71               |
| PSV Eindhoven · Países Bajos | 1.ª                 | 1986-87             | 34    | 22    | 14     | 3                   | 4                   | 0                   | —                          | —                          | —                          | 37    | 26    | 14     | 0.7                |
| PSV Eindhoven · Países Bajos | Total club          | Total club          | 68    | 46    | 27     | 5                   | 7                   | 1                   | 2                          | 0                          | 1                          | 75    | 53    | 28     | 0.71               |
| AC Milan · Italia | 1.ª                 |                     |       |       |        |                     |                     |                     |                            |                            |                            |       |       |        |                    |
| AC Milan · Italia | 1.ª                 | 1987-88             | 29    | 9     | 10     | 5                   | 3                   | 1                   | 4                          | 1                          | 0                          | 38    | 13    | 11     | 0.34               |
| AC Milan · Italia | 1.ª                 | 1988-89             | 19    | 5     | 5      | 1                   | 2                   | 0                   | 8                          | 4                          | 2                          | 30    | 11    | 7      | 0.37               |
| AC Milan · Italia | 1.ª                 | 1989-90             | 2     | 0     | 0      | —                   | —                   | —                   | 1                          | 0                          | 0                          | 3     | 0     | 0      | 0.00               |
| AC Milan · Italia | 1.ª                 | 1990-91             | 26    | 7     | 3      | 1                   | 0                   | 0                   | 7                          | 2                          | 1                          | 34    | 9     | 4      | 0.26               |
| AC Milan · Italia | 1.ª                 | 1991-92             | 26    | 7     | 9      | 1                   | 1                   | 0                   | —                          | —                          | —                          | 27    | 8     | 9      | 0.3                |
| AC Milan · Italia | 1.ª                 | 1992-93             | 15    | 7     | 4      | 7                   | 4                   | 1                   | 4                          | 0                          | 2                          | 26    | 11    | 7      | 0.42               |
| UC Sampdoria · Italia | 1.ª                 | 1993-94             | 31    | 15    | 3      | 10                  | 2                   | 2                   | —                          | —                          | —                          | 41    | 17    | 5      | 0.41               |
| AC Milan · Italia | 1.ª                 | 1994                | 8     | 3     | 1      | 3                   | 1                   | 0                   | 3                          | 0                          | 1                          | 14    | 4     | 2      | 0.29               |
| AC Milan · Italia | Total club          | Total club          | 125   | 38    | 32     | 18                  | 11                  | 2                   | 27                         | 7                          | 6                          | 170   | 56    | 40     | 0.33               |
| UC Sampdoria · Italia | 1.ª                 | 1994-95             | 22    | 9     | 0      | —                   | —                   | —                   | —                          | —                          | —                          | 22    | 9     | 0      | 0.41               |
| UC Sampdoria · Italia | Total club          | Total club          | 53    | 24    | 3      | 10                  | 2                   | 2                   | 0                          | 0                          | 0                          | 63    | 26    | 5      | 0.41               |
| Chelsea FC Inglaterra | 1.ª                 |                     |       |       |        |                     |                     |                     |                            |                            |                            |       |       |        |                    |
| Chelsea FC Inglaterra | 1.ª                 | 1995-96             | 31    | 3     | 4      | 8                   | 3                   | 0                   | —                          | —                          | —                          | 39    | 6     | 4      | 0.24               |
| Chelsea FC Inglaterra | 1.ª                 | 1996-97             | 12    | 1     | 0      | 2                   | 0                   | 0                   | —                          | —                          | —                          | 14    | 1     | 0      | 0.07               |
| Chelsea FC Inglaterra | 1.ª                 | 1997-98             | 6     | 0     | 0      | 4                   | 0                   | 0                   | —                          | —                          | —                          | 10    | 0     | 0      | 0.00               |
| Chelsea FC Inglaterra | Total club          | Total club          | 49    | 4     | 4      | 14                  | 3                   | 0                   | 0                          | 0                          | 0                          | 63    | 7     | 4      | 0.11               |
| Total en su carrera | Total en su carrera | Total en su carrera | 471   | 174   | 99     | 72                  | 35                  | 7                   | 35                         | 8                          | 7                          | 576   | 219   | 113    | 0.38               |
| (1) Incluye datos de la Copa de los Países Bajos, Copa Italia, Supercopa de Italia, Copa de la Liga y Community Shield. (2) Incluye datos de la Liga de Campeones de la UEFA, Copa UEFA. (3) No incluye goles en partidos amistosos. |                     |                     |       |       |        |                     |                     |                     |                            |                            |                            |       |       |        |                    |

### Resumen estadístico
| Competición                   | Partidos | Goles | Promedio |
| ----------------------------- | -------- | ----- | -------- |
| Primera División              | 454      | 175   | 0.39     |
| Copas nacionales              | 60       | 35    | 0.58     |
| Copas internacionales         | 32       | 9     | 0.28     |
| Selección de los Países Bajos | 66       | 17    | 0.26     |
| TOTAL                         | 612      | 236   | 0.39     |

## Palmarés

### Títulos nacionales
| Título                   | Club               | País         | Año  |
| ------------------------ | ------------------ | ------------ | ---- |
| Eerste Divisie           | HFC Haarlem        | Países Bajos | 1981 |
| Eredivisie               | Feyenoord          | Países Bajos | 1984 |
| Copa de los Países Bajos | Feyenoord          | Países Bajos | 1984 |
| Eredivisie               | PSV Eindhoven      | Países Bajos | 1986 |
| Eredivisie               | PSV Eindhoven      | Países Bajos | 1987 |
| Serie A                  | A. C. Milan        | Italia       | 1988 |
| Supercopa de Italia      | A. C. Milan        | Italia       | 1988 |
| Serie A                  | A. C. Milan        | Italia       | 1992 |
| Supercopa de Italia      | A. C. Milan        | Italia       | 1992 |
| Serie A                  | A. C. Milan        | Italia       | 1993 |
| Supercopa de Italia      | A. C. Milan        | Italia       | 1993 |
| Copa de Italia           | U. C. S. Sampdoria | Italia       | 1994 |
| Supercopa de Italia      | A. C. Milan        | Italia       | 1994 |
| FA Cup                   | Chelsea F. C.      | Inglaterra   | 1997 |

### Copas internacionales
| Título                       | Club                          | País     | Año  |
| ---------------------------- | ----------------------------- | -------- | ---- |
| Eurocopa                     | Selección de los Países Bajos | Alemania | 1988 |
| Liga de Campeones de la UEFA | A. C. Milan                   | España   | 1989 |
| Supercopa de Europa          | A. C. Milan                   | Italia   | 1989 |
| Copa Intercontinental        | A. C. Milan                   | Japón    | 1989 |
| Liga de Campeones de la UEFA | A. C. Milan                   | Austria  | 1990 |
| Supercopa de Europa          | A. C. Milan                   | Italia   | 1990 |
| Copa Intercontinental        | A. C. Milan                   | Japón    | 1990 |

### Distinciones individuales
| Distinción                                                                      | Año        |
| ------------------------------------------------------------------------------- | ---------- |
| Futbolista del año en los Países Bajos                                          | 1984, 1986 |
| Máximo Goleador de la Eredivisie                                                | 1986       |
| Deportista del año en los Países Bajos                                          | 1987       |
| Balón de Oro                                                                    | 1987       |
| Premio World Soccer al mejor jugador del mundo                                  | 1987, 1989 |
| Elegido como uno de los 125 mejores futbolistas vivos de la historia (FIFA 100) | 2004       |